# 人性化故事
人性化故事（human interest story）是一种故事或报道，旨在通过使人们容易地识别所描述的人、问题和情况来吸引注意力和同情心。是一种新闻特写。